# 鸛鵲楼

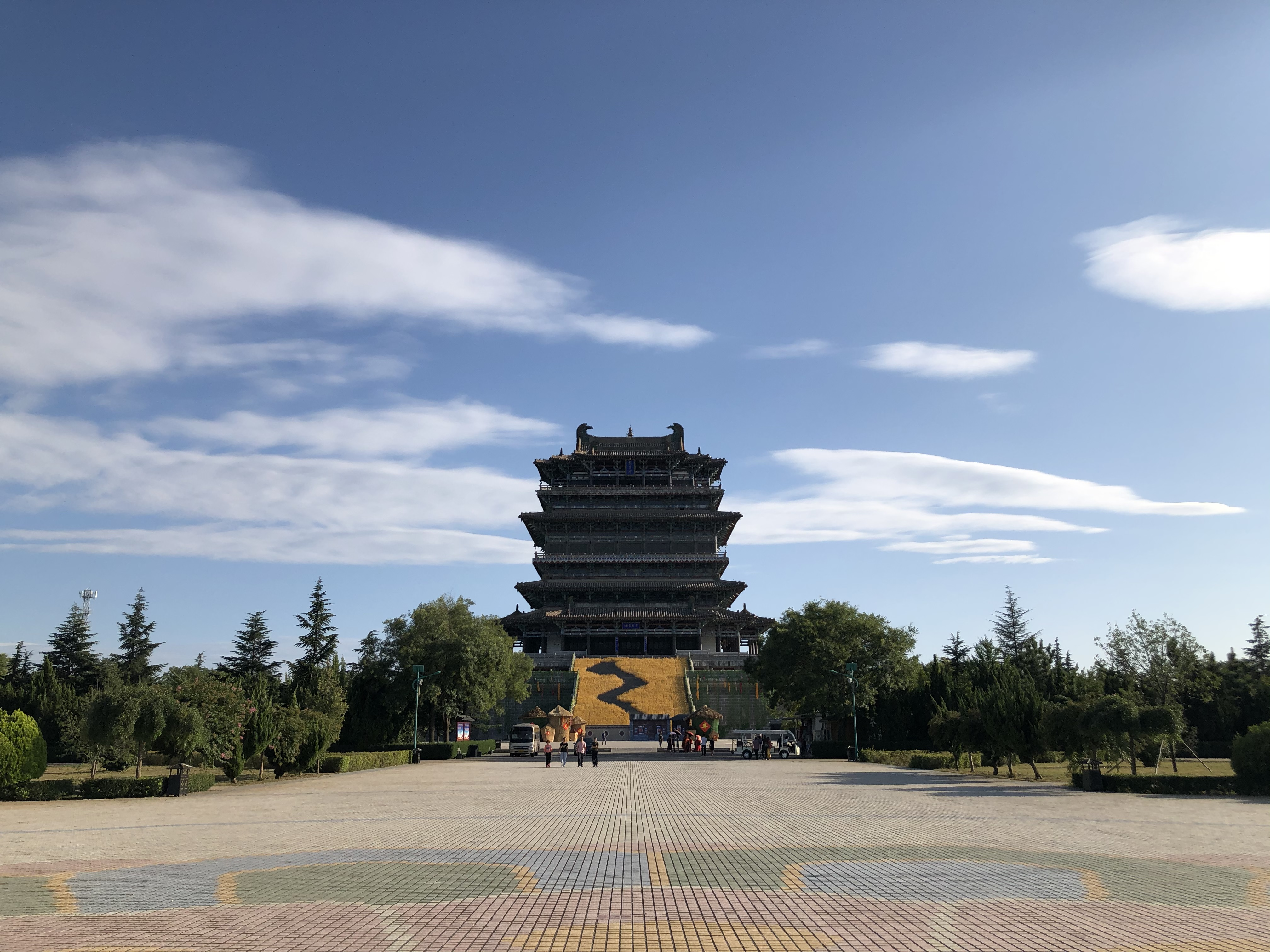
現代の鸛鵲樓

鸛鵲楼（かんじゃくろう）は、現在の中国山西省永済市に位置する楼閣。南流する黄河が華山系山地に突き当たり、ほぼ直角に東へ折れ曲がる風陵渡の北約25キロの地点にあたる。楼の名は鸛鵲（コウノトリ）がここに巣をかけたことに由来する。
黄鶴楼、滕王閣、岳陽楼と共に「中国四大名楼」の一つに数えられることもある。

## 歴史
鸛鵲楼がある地点は、古くより黄河の渡河地として河東（山西省）と関中（陝西省）を結ぶ交通の要衝だった。当時はここに幅1キロ超の巨大な中洲があり、西魏の大統4年（538年）には中洲から東岸と西岸に向けてそれぞれ幅300メートル超の浮橋（舟橋）が渡されて蒲津橋（ほしんきょう）と成し、大統8年以前には中洲に中潬城（ちゅうたんじょう）が築城された。その後、北周の宰相である宇文護が中潬城の西南隅の城壁上に三層からなる物見の城楼を建て、これが鸛鵲楼の始まりにあたると考えられる。

唐代の鸛鵲楼の位置

唐代においてここは首都長安と北都太原を結ぶ幹線上にあり、河中府城が置かれた。河中府城は、中州の中潬城を挟んで西岸に河西県城、東岸に河東県城という三城で構成され、河中節度使の使府（官署）は河東県城に置かれた。中潬城のかなり高い城壁の上へさらに高くそびえる鸛鵲楼は、前に中条山を望み、下に黄河を見下ろす風景絶佳の地として多くの詩人が詩を賦すところとなった。
中唐期の建中2年（781年）に李翰が記した『河中の鸛鵲楼集の序』の冒頭には次のようにある。
北宋の沈括が著した『夢渓筆談』巻15は次のように記している。
その後、この鸛鵲楼は黄河に飲み込まれて失われた。その正確な時期は不明だが、北宋の嘉祐8年（1063年）に黄河が大氾濫した際には中潬城が大きく損壊したとあり、それから程なくと推測される。
遅くとも明代には、この名楼をしのんで川岸の蒲州城の南東角の城楼上に鸛鵲楼の扁額を掲げ、ゆかりの古蹟とした。清初の王士禛が『河中の感懐 諸兄に寄す』で「京華 故国 倶（とも）に千里、心は西風に折（くだ）かる 鸛鵲楼」と詠んだのは、この新しい鸛鵲楼である。この鸛鵲楼もやはり失なわれた。
20世紀末に改革開放で中国の発展が進むと、鸛鵲楼再建の機運が高まった。1992年9月に専門家や学者ら100人近くが呼びかけを行ない、1997年12月に黄河河畔で再建工事が着工され、2002年9月26日に現在の鸛鵲楼の一般公開が始まった。現在の鸛鵲楼は高さ73.9メートル、外観は3層、内部は5層で、一部に現代の工法や建材を用いている。

## 作品
鸛鵲楼が現在も著名な詩跡として名を留めるのは、まず第一に王之渙の『登鸛鵲楼』に負うところが大きい。
| 登鸛鵲樓   | 登鸛鵲樓                                            | 登鸛鵲樓                                           |
| ---------- | --------------------------------------------------- | -------------------------------------------------- |
| 白日依山盡 | 白日 山に依りて尽き はくじつ やまによりてつき       | 輝く太陽が西の山々に沈みゆき、                     |
| 黄河入海流 | 黄河 海に入りて流る こうが うみにいりてながる       | 眼下の黄河は海に向かって奔流する。                 |
| 欲窮千里目 | 千里の目を窮めんと欲し せんりのめをきわめんとほっし | この雄大な眺めを千里の彼方まで見きわめようとして、 |
| 更上一層樓 | 更に上る 一層の楼 さらにのぼる いっそうのろう       | さらに一階、上へ高楼（たかどの）を登る。           |

ほか、中唐期に高く評価されていた鸛鵲楼詩としては暢諸（ちょうしょ）の『登鸛鵲楼』があり、李翰は『河中の鸛鵲楼集の序』で「前輩（進士科及第者への尊称）の暢諸、詩を（鸛鵲楼の）上層に題（しる）し、名は前後に播（し）き（広まり）、山川の景象、一言（いちごん）に備はる」と記した。
| 登鸛鵲樓   | 登鸛鵲樓                                            | 登鸛鵲樓                                                       |
| ---------- | --------------------------------------------------- | -------------------------------------------------------------- |
| 逈臨飛鳥上 | 逈かに飛鳥の上に臨み はるかにひちょうのうえにのぞみ | 空を飛ぶ鳥よりも高くそばだつ楼上から見下ろせば、               |
| 高出世塵間 | 高く世塵の間より出づ たかくせじんのかんよりいづ     | まるで塵世（うきよ）の中から抜け出たような爽快な気分。         |
| 天勢囲平野 | 天勢 平野を囲み てんせい へいやをかこみ             | ドーム状の広大な天空が、平坦な原野をとりかこみ、               |
| 河流入断山 | 河流 断山に入る かりゅう だんざんにいる             | 黄河の奔流が、切り断たれた山の間（はざま）へと激しく流れ込む。 |

また李益の『同崔邠登鸛鵲楼』（崔邠（さいひん）の『鸛鵲楼に登る』に同ず）も鸛鵲楼を詠った詩として知られる。
| 同崔邠登鸛鵲楼 | 同崔邠登鸛鵲楼                                                                    |
| -------------- | --------------------------------------------------------------------------------- |
| 鸛鵲楼西百尺檣 | 鸛鵲楼西 百尺の檣 かんじゃくろうせい ひゃくしゃくのしょう                         |
| 汀洲雲樹共茫茫 | 汀洲 雲樹 共に茫茫 ていしゅう うんじゅ ともにぼうぼう                             |
| 漢家簫鼓空流水 | 漢家の簫鼓 空しく流水 かんかのしょうこ むなしくりゅうすい                         |
| 魏国山河半夕陽 | 魏国の山河 半ば夕陽 ぎこくのさんが なかばせきよう                                 |
| 事去千年猶恨速 | 事去れば 千年 猶ほ速なるを恨み ことされば せんねん なおすみやかなるをうらみ       |
| 愁来一日即為長 | 愁ひ来たれば 一日 即ち長しと為す うれいきたれば いちにち すなわちながしとなす     |
| 風塵併起思帰望 | 風塵 併せ起こり 帰るを思ひて望めば ふうじん あわせおこり かえるをおもいてのぞめば |
| 遠目非春亦自傷 | 遠目 春に非ざるに 亦た自ら傷む えんもく はるにあらざるに またおのずからいたむ     |